# Илоз, Цахи
Цахи Илоз (род. 13 августа 1978, Хадера, Израиль) — израильский игрок в пляжный футбол. Капитан сборной Израиля по пляжному футболу, а также тренер национальной сборной. Лучший бомбардир 2011—2012 (39 голов).

## Карьера
Цахи Илоз родился 13 августа 1978 года в городе Хадера в Израиле.
С 1995 года тренировался в клубе Маккаби Хайфа, где был замечен тренером молодёжной сборной Израиле, в которой он начал выступать спустя год занятий.
С 1997 по 2001 год выступал в клубах низшей лиги Израиля. После этого стал выступать за Маккаби Нетанию, оформив свой первый гол уже в дебюте. После проведённого в клубе сезона перешёл в клуб высшей лиги Израиля Хапоэль Хайфа, где снова дебютировал голом и двумя голевыми передачами. После сезона в Хапоэле выступал только в клубах второй-третьей лиги израильского пляжного футбола.

## Достижения
- Победитель турнира «Бриллианты»: 2007
- Победитель Кубка вызова: 2008